# Славе Стояновски
Славе Стояновски (на македонска литературна норма: Славе Стоjановски) е югославски офицер, генерал-майор от Югославия.

## Биография
Роден е на 1 март 1943 г. в охридското село Издеглаве. През 1959 г. завършва основно образование, а през 1963 г. средно земеделско училище. През 1966 г. завършва Военната академия на Сухопътните войски на ЮНА. Служи в гарнизоните в Приедор, Пожаревац, Сараево, Косовска Митровица, Марибор, Загреб, Бихач и Белград. В периода 1966 – 1970 г. е командир на взвод. Между 1970 и 1973 г. е командир на рота. От 1973 до 1974 г. е помощник-командир на батальон по морално-политическото възпитание, а от 1974 до 1975 г. е офицер по оперативно-учебните работи на полк. През 1975 г. завършва команднощабна академия на сухопътните войска на ЮНА. Между 1975 и 1978 г. е командир на батальон. От 1978 до 1981 г. е преподавател в Центъра на висшите школи на Сухопътните войски. В периода 1981 – 1985 г. е началник-щаб на бригада. През 1985 г. завършва Школа за народна отбрана. Между 1985 и 1987 г. е командир на бригада. От 1987 до 1990 г. е началник-щаб на моторизирана дивизия. След 1992 г. продължава да служи в югославската армия. В периода 1990 – 1994 г. е началник-щаб на корпус, като от 1992 до 1994 г. е офицер в Управлението на пехотата. Излиза в запаса през декември 1994 г.

## Военни звания
- Подпоручик (1966)
- Поручик (1968)
- Капитан (1971)
- Капитан I клас (1974)
- Майор (1978)
- Подполковник (1983)
- Полковник (1986)
- Генерал-майор (1994)

## Награди
- Орден за военни заслуги със сребърни мечове, 1971 година;
- Орден на Народната армия със сребърна звезда, 1980 година;
- Орден за военни заслуги със златна звезда, 1985 година;